# Jakub Šindel (kajakář)
Jakub Šindel (* 4. července 2007) je český rychlostní kanoista závodící na kajaku. 
S rychlostní kanoistikou začal v Berouně na Berounce v oddíle Sokol Králův Dvůr pod vedením trenéra Mirka Kurťáka. Studuje v Praze na Gymnáziu Na Zatlance. Společně se změnou studia přešel do nového oddílu Sport Zbraslav pod vedením Michala Pfoffa.
Je několikanásobným mládežnickým Mistrem ČR[chybí lepší zdroj] a vítězem Českého poháru z roku 2021 a 2023.[zdroj⁠?!] Na mistrovství světa juniorů 2024 skončil na 3. místě spolu s Karolínou Voříškovou. Největším individuálním úspěchem je 3. místo na Olympijských nadějích 2024. V roce 2023 se stal Nejúspěšnějším sportovcem Berounska v kategorii mládež.[zdroj?]

### Externí zdroje
- MUZIKA, Rudolf. Foto: Do krumlovského meandru vjel Šindel po maratonu první mezi juniory. Berounský deník. 2024-10-15. Dostupné online [cit. 2025-01-13].